# Figli della natura
Figli della natura (Börn náttúrunnar) è un film del 1991 diretto da Friðrik Þór Friðriksson. È stato candidato all'Oscar al miglior film straniero.

## Trama
Þorgeir, un vecchio che vive nella campagna islandese, è diventato troppo vecchio per continuare a gestire la sua fattoria e si sente sgradito nell'abitazione urbana di sua figlia e suo genero. Gettato in una casa per anziani a Reykjavík, incontra una vecchia fidanzata della sua giovinezza e fuggono nella natura selvaggia dell'Islanda per morire insieme.

## Riconoscimenti
- Premio Oscar
  - 1991 - Candidatura come Miglior film straniero
- European Film Awards
  - 1991 - Miglior colonna sonora